# (5020) Asimov
(5020) Asimov ist ein Asteroid des Hauptgürtels, der am 2. März 1981 von dem US-amerikanischen Astronomen Schelte John Bus am Siding-Spring-Observatorium (IAU-Code 413) in Australien entdeckt wurde.
Der Asteroid ist nach dem amerikanischen Science-Fiction-Schriftsteller und Biochemiker Isaac Asimov benannt, der vor allem durch seine Robotergeschichten bekannt wurde. Zu seinen wichtigsten Schöpfungen zählen die vielfach zitierten Drei Gesetze der Robotik.